# Peterborough & Fletton United FC
Peterborough & Fletton United FC (celým názvem: Peterborough & Fletton United Football Club) byl anglický fotbalový klub, který sídlil ve městě Peterborough v nemetropolitním hrabství Cambridgeshire. Založen byl v roce 1923 po fúzi klubů Peterborough City FC a Fletton United FC, zanikl v roce 1932. Po jeho zániku byl ve městě o dva roky později založen klub Peterborough United.
Své domácí zápasy odehrával na stadionu London Road.

## Úspěchy v domácích pohárech
Zdroj: 
- FA Cup
  - 3. kolo: 1927/28

## Umístění v jednotlivých sezonách
Stručný přehled
Zdroj: 
- 1923–1932: Southern Football League (Eastern Section)

Jednotlivé ročníky
Zdroj: 
Legenda: Z – zápasy, V – výhry, R – remízy, P – porážky, VG – vstřelené góly, OG – obdržené góly, +/- – rozdíl skóre, B – body, červené podbarvení – sestup, zelené podbarvení – postup, fialové podbarvení – reorganizace, změna skupiny či soutěže
| Anglie (1923 – 1932) |                                            |        |    |    |   |    |    |    |     |    |        |
| Sezóny               | Liga                                       | Úroveň | Z  | V  | R | P  | VG | OG | +/- | B  | Pozice |
| 1923/24              | Southern Football League (Eastern Section) | –      | 30 | 20 | 2 | 8  | 54 | 31 | +23 | 42 | 1.     |
| 1924/25              | Southern Football League (Eastern Section) | –      | 32 | 15 | 9 | 8  | 56 | 29 | +27 | 39 | 5.     |
| 1925/26              | Southern Football League (Eastern Section) | –      | 34 | 19 | 3 | 12 | 76 | 62 | +14 | 41 | 5.     |
| 1926/27              | Southern Football League (Eastern Section) | –      | 32 | 18 | 9 | 5  | 80 | 39 | +41 | 45 | 2.     |
| 1927/28              | Southern Football League (Eastern Section) | –      | 34 | 21 | 3 | 10 | 73 | 43 | +30 | 45 | 2.     |
| 1928/29              | Southern Football League (Eastern Section) | –      | 36 | 21 | 5 | 10 | 86 | 44 | +42 | 47 | 2.     |
| 1929/30              | Southern Football League (Eastern Section) | –      | 32 | 18 | 3 | 11 | 66 | 39 | +27 | 39 | 4.     |
| 1930/31              | Southern Football League (Eastern Section) | –      | 16 | 6  | 5 | 5  | 35 | 29 | +6  | 17 | 4.     |
| 1931/32              | Southern Football League (Eastern Section) | –      | 18 | 4  | 5 | 9  | 28 | 29 | -1  | 13 | 8.     |